# Blåsskinn
Blåsskinn (Peniophora nuda) är en svampart som först beskrevs av Elias Fries, och fick sitt nu gällande namn av Giacopo Bresàdola 1897. Blåsskinn ingår i släktet Peniophora och familjen Peniophoraceae.  Arten är reproducerande i Sverige. Inga underarter finns listade i Catalogue of Life.